# پروانه یونانی ابری

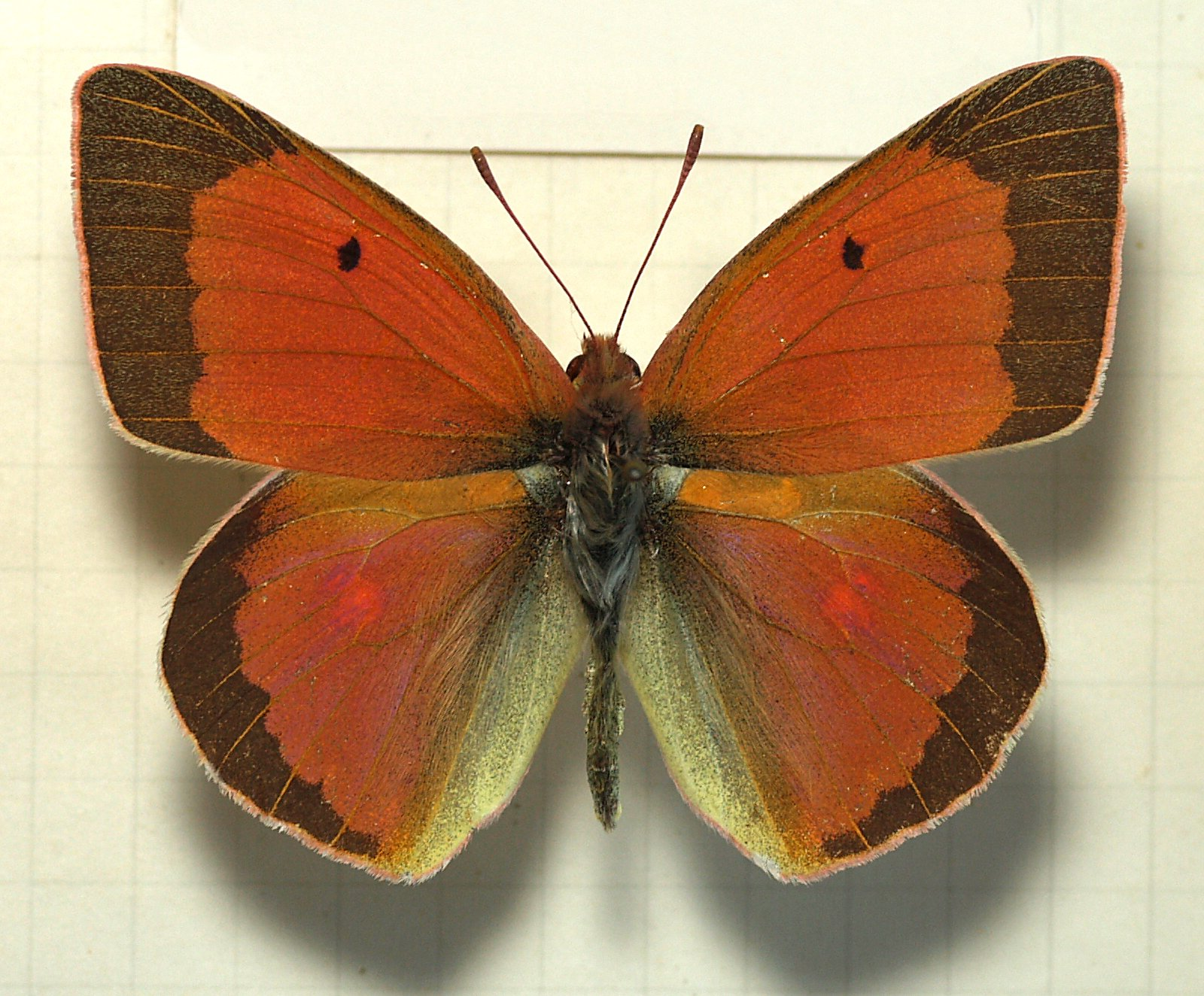

پروانه یونانی ابری (انگلیسی: Colias aurorina) گونه ای پروانه از خانواده کاهی بالان است. این گونه در قفقاز، خاور نزدیک، یونان و منطقه یوگسلاوی سابق زندگی می‌کند. طول بال‌های این گونه ۳۵–۷۰ میلی‌متر است. قسمت بالایی نر نارنجی مایل به زرد، با نوار حاشیه ای نسبتاً پهن قهوه ای مایل به سیاه است که در راس رگه‌های زرد عبور می‌کند، نقطه میانی نسبتاً بزرگ بال جلویی قهوه ای مایل به سیاه و بال عقبی بزرگ و قرمز نارنجی است. رنگ ماده تا حدودی قرمز روشن‌تر است، نوار حاشیه‌ای تیره دارای لکه‌های زرد بزرگی است که روی بال عقبی نواری با لبه‌های تیره را تشکیل می‌دهد.